# دودوما
دودوما Dodoma هي العاصمة الوطنية لجمهورية تنزانيا، كما أنها عاصمة منطقة دودوما. بلغ عدد سكانها في عام 2002 م قرابة 324,347 نسمة من مختلف الأعراق في تنزانيا.
تحويل العاصمة إلى دودوما
في العام 1973 تم التخطيط لتحويل عاصمة البلاد إلى دودوما، حيث انتقل البرلمان التنزاني في فبراير 1996 في حين ظلت عدة مؤسسات حكومية رسمية في العاصمة السابقة دار السلام والتي ظلت بكونها العاصمة التجارية للبلاد.
قرر الرئيس التنزاني جوليوس نيريري في أكتوبر 1973 نقل عاصمة بلاده من مدينة دار السلام إلى دودوما؛ وذلك بسبب الموقع الساحلي لدار السلام التي تقع على الساحل الشرقي من المحيط الهندي، وكذلك بُعدها عن باقي مناطق الدولة التنزانية.
وكانت الدول المستعمرة لتنزانيا قد اتخذت دار السلام عاصمة لتسهيل تجارتها ولم يكن تطوير تنزانيا في أولوياتها، لذلك كان هدف التنزانيين من نقل العاصمة إلى دودوما التوسع في التنمية واتخاذ مدينة مركزية عاصمة للبلاد بدلاً من الساحلية.
وتعد مدينة دار السلام، التي تبلغ مساحتها نحو 1500 كيلو متر مربع، منطقة سياحية وبها مسرح دولي، فضلاً عن كونها مركزاً تجارياً لتنزانيا، ومنطقة صناعية كبيرة، كما أنها تعتبر العاصمة التجارية والاقتصادية لتنزانيا، حيث يقع بها معظم المكاتب الحكومية والشركات التجارية والمناطق الصناعية.
تأسست مدينة دودوما عام 1890، فيما كانت تحت الاستعمار الألماني في تلك الفترة، إلا أنها تحولت إلى منطقة إدارية تحت الانتداب البريطاني عام 1912 وساعدت خطوط السكة الحديدية على ذلك.
بلغ عدد سكان العاصمة السياسية نحو 45 ألف نسمة بحلول عام 1975، كما بها مقر البرلمان التنزاني، وتتميز دودوما بالمناخ الجيد والمناظر الطبيعية الرائعة التي تجعلها تُقارن بالعديد من العواصم.
إلا أن الأوضاع الاقتصادية السيئة لتنزانيا حالت دون إتمام بناء العاصمة الجديدة وإتمام عملية نقل العاصمة بشكل كلي؛ فلم يتجاوز عدد سكانها نصف المليون شخص، بينما يعتمد 80% منهم على الزراعة، يعيشون في مناطق غير متطورة في مساكن مسقوفة بالصفيح.

## المناخ
يظهر الجدول التالي التغييرات المناخية على مدار السنة لدودوما:
| البيانات المناخية لـدودوما                                  | البيانات المناخية لـدودوما | البيانات المناخية لـدودوما | البيانات المناخية لـدودوما | البيانات المناخية لـدودوما | البيانات المناخية لـدودوما | البيانات المناخية لـدودوما | البيانات المناخية لـدودوما | البيانات المناخية لـدودوما | البيانات المناخية لـدودوما | البيانات المناخية لـدودوما | البيانات المناخية لـدودوما | البيانات المناخية لـدودوما | البيانات المناخية لـدودوما |
| الشهر                                                       | يناير                      | فبراير                     | مارس                       | أبريل                      | مايو                       | يونيو                      | يوليو                      | أغسطس                      | سبتمبر                     | أكتوبر                     | نوفمبر                     | ديسمبر                     | المعدل السنوي              |
| ----------------------------------------------------------- | -------------------------- | -------------------------- | -------------------------- | -------------------------- | -------------------------- | -------------------------- | -------------------------- | -------------------------- | -------------------------- | -------------------------- | -------------------------- | -------------------------- | -------------------------- |
| الدرجة القصوى °م (°ف)                                       | 35.3 (95.5)                | 36.0 (96.8)                | 33.5 (92.3)                | 32.7 (90.9)                | 32.9 (91.2)                | 31.7 (89.1)                | 31.1 (88.0)                | 34.1 (93.4)                | 33.8 (92.8)                | 36.1 (97.0)                | 36.0 (96.8)                | 36.4 (97.5)                | 36.4 (97.5)                |
| متوسط درجة الحرارة الكبرى °م (°ف)                           | 29.4 (84.9)                | 29.4 (84.9)                | 29.0 (84.2)                | 28.7 (83.7)                | 28.0 (82.4)                | 27.1 (80.8)                | 26.5 (79.7)                | 27.3 (81.1)                | 29.0 (84.2)                | 30.5 (86.9)                | 30.1 (86.2)                | 30.4 (86.7)                | 28.8 (83.8)                |
| متوسط درجة الحرارة الصغرى °م (°ف)                           | 18.6 (65.5)                | 18.6 (65.5)                | 18.3 (64.9)                | 17.9 (64.2)                | 16.5 (61.7)                | 14.4 (57.9)                | 13.6 (56.5)                | 14.2 (57.6)                | 15.3 (59.5)                | 16.9 (62.4)                | 18.3 (64.9)                | 18.8 (65.8)                | 16.5 (61.7)                |
| أدنى درجة حرارة °م (°ف)                                     | 15.7 (60.3)                | 16.2 (61.2)                | 14.9 (58.8)                | 14.9 (58.8)                | 10.3 (50.5)                | 8.9 (48.0)                 | 7.6 (45.7)                 | 9.3 (48.7)                 | 11.1 (52.0)                | 13.0 (55.4)                | 14.4 (57.9)                | 14.4 (57.9)                | 7.6 (45.7)                 |
| معدل هطول الأمطار مم (إنش)                                  | 133.7 (5.26)               | 144.5 (5.69)               | 113.9 (4.48)               | 57.8 (2.28)                | 5.3 (0.21)                 | 0.1 (0.00)                 | 0.03 (0.00)                | 0.01 (0.00)                | 0.01 (0.00)                | 2.08 (0.08)                | 26.25 (1.03)               | 123.28 (4.85)              | 606.96 (23.90)             |
| متوسط الأيام الممطرة (≥ 1.0 mm)                             | 10                         | 9                          | 7                          | 5                          | 1                          | 0                          | 0                          | 0                          | 0                          | 0                          | 2                          | 7                          | 41                         |
| متوسط الرطوبة النسبية (%)                                   | 66                         | 68                         | 70                         | 68                         | 63                         | 60                         | 59                         | 58                         | 55                         | 53                         | 55                         | 63                         | 62                         |
| المصدر #1: المنظمة العالمية للأرصاد الجوية                  |                            |                            |                            |                            |                            |                            |                            |                            |                            |                            |                            |                            |                            |
| المصدر #2: الأرصاد الجوية الألمانية (extremes and humidity) |                            |                            |                            |                            |                            |                            |                            |                            |                            |                            |                            |                            |                            |

## توأمة
لدودوما اتفاقيات توأمة مع كل من:
- جايبور
- بانغي

## أعلام
- موينتي كازيموتو